# Pequeñas caballerizas (Versalles)
El edificio de las Pequeñas caballerizas es un monumento situado en la plaza de Armas de Versalles, frente al Palacio, entre las avenidas de París y Sceaux. Constituye, junto con las Grandes caballerizas, el conjunto de las caballerizas Reales, una institución donde trabajaron un millar de personas durante el reinado de Luis XIV. Construido bajo la dirección del arquitecto Jules Hardouin-Mansart, fue comenzado en 1679 y finalizado en 1681.
Estaban dirigidas por el primer caballerizo y albergaban los caballos que servían para atender las necesidades diarias y los caballos de tiro, así como todos los carruajes de la corte.

## Historia

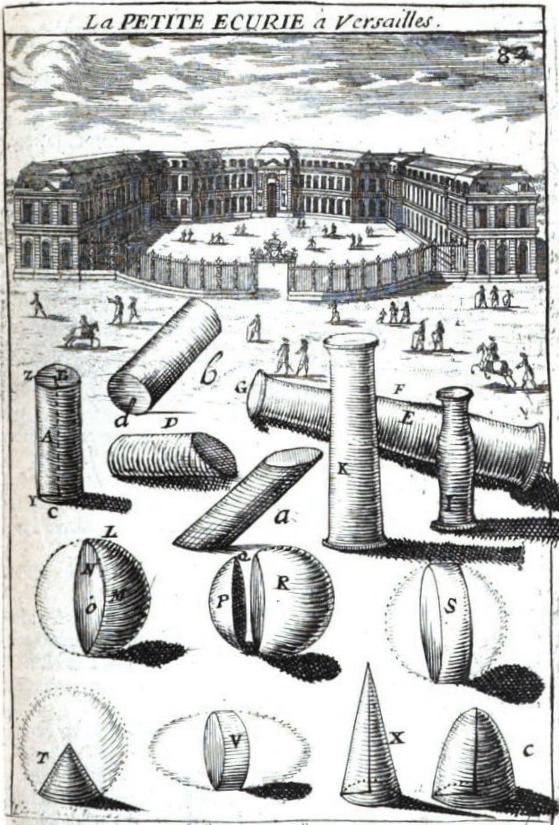
Página de La Géométrie pratique (1702) de Alain Manesson Mallet, maestro de matemáticas de los pajes de la Pequeña caballeriza.

La construcción de ambos edificios, las Grandes caballerizas al norte y las Pequeñas caballerizas al sur, se realizó entre 1679 y 1682 bajo la dirección de Jules Hardouin-Mansart. Las Pequeñas caballerizas se finalizaron en 1681 y las Grandes caballerizas al año siguiente. El conjunto se completó con un edificio denominado actualmente la Maréchalerie, construido entre 1683 y 1685 detrás de la Pequeña caballeriza. Durante el Antiguo Régimen, las Pequeñas caballerizas estaban dirigidas por el Primer jinete de Francia.
Entre 1680 y 1681 se encargó la realización simultánea de las decoraciones de ambas caballerizas, y en 1685 se ejecutó el frontón trasero del picadero de la Pequeña caballeriza.

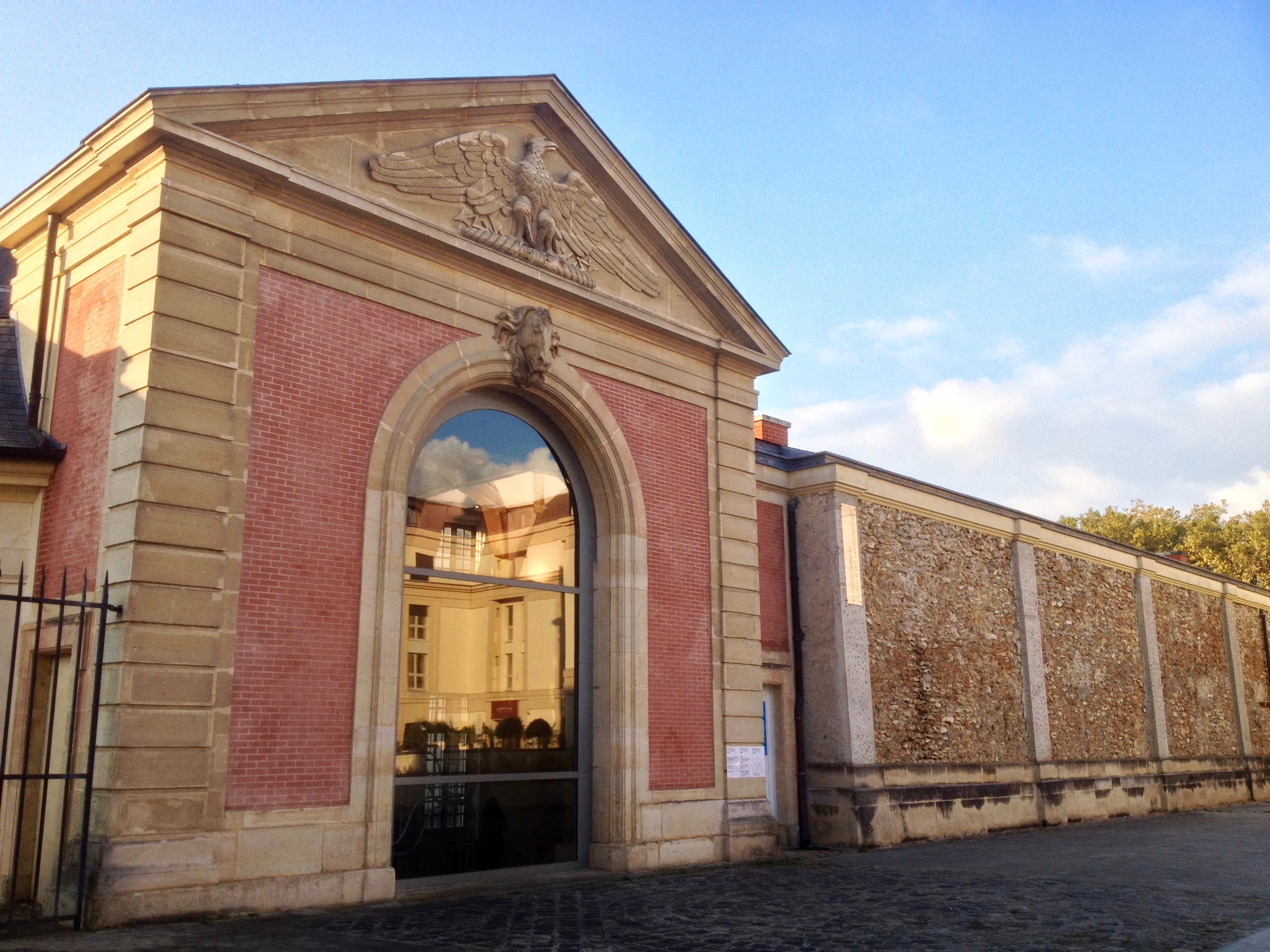
La Maréchalerie.

Entre 1683 y 1685 se construyó el edificio de la Maréchalerie o herrería detrás de las Pequeñas caballerizas, que completaba las actividades de las dos edificaciones.
En 1770 se realizó una importante restauración de las caballerizas, aunque se ignora si las esculturas también se rehabilitaron. En 1787, las actividades de las Pequeñas caballerizas se suprimieron debido a causas económicas y se derivaron a las Grandes caballerizas. Entre 1793 y 1794, los emblemas reales de los frontones fueron suprimidos. Entre 1810 y 1811 se produjo una segunda restauración de los edificios, y en 1817-1818 se restablecieron las armas reales del frontón del picadero de la Pequeña caballeriza.

### La rivalidad entre ambas caballerizas
La Gran caballeriza albergaba la escuela de los pajes del rey, reservada a los hijos de las familias de la nobleza militar cuya antigüedad se remontaba por lo menos al año 1550. También custodiaba las monturas reservadas al rey y a los príncipes, de las cuales se encargaban los pajes. Por su parte, la Pequeña caballeriza se encargaba de las monturas más habituales, de los caballos de tiro y de las carrozas, así como de los carruajes de fantasía, los trineos y las góndolas.
El hecho de ser admitido como paje del rey en sus Grandes caballerizas era un honor para una familia, solo por debajo de la distinción de Honores de la Corte. Cuando el rey tenía que volver a Versalles al anochecer, bien al palacio o a los jardines, regresaba con seis pajes de su Gran caballeriza que le precedían portando una antorcha cada uno, que abrían e iluminaban el camino.

### SiglosXXyXXI
Por decreto del 16 de septiembre de 1929, las Pequeñas caballerizas fueron clasificadas en su conjunto como Monumento histórico de Francia.
De 1935 a 1939 se convirtieron en el acuartelamiento de la Escuela del aire de la base aérea 134 Versalles.
A partir de 1966 comenzó una restauración general de las Pequeñas caballerizas, que se prolongaría hasta los años 1970. Desde 1969, alberga la Escuela nacional superior de arquitectura de Versalles.

Entre 1970 y 1973, se comenzó a trasladar la gipsoteca o antigua colección de moldes de yeso pertenecientes al departamento de antigüedades griegas, etruscas y romanas del museo del Louvre.
En 1988, la Maréchalerie fue clasificada como Monumento histórico.
Desde 1999, también aloja los talleres de restauración del Centro de investigación y de restauración de los museos de Francia.
Ambos edificios están protegidos de los rayos gracias a seis pararrayos radioactivos compuestos por radio-226. Esta instalación ha sido objeto de una «alerta»del Inventario Nacional de Pararrayos Radiactivos el 25 de octubre de 2011.
En 2004, la Maréchalerie se convirtió en el Centro de arte contemporáneo «La Maréchalerie», dirigido por la escuela nacional superior de arquitectura de Versalles.

## Galería de esculturas y moldes
Desde 2012, las Pequeñas caballerizas exhiben al público una gipsoteca, que contiene una colección de aproximadamente 5000 esculturas y moldes de la antigüedad, especialmente copias etruscas, griegas y romanas. Esta colección recoge los moldes pertenecientes al museo de Louvre, a la Academia de Bellas Artes y al Instituto de Arte y Arqueología de La Sorbona.
Bajo el reinado de Luis XIV, Jean-Baptiste Colbert impuso a los miembros de la Academia Francesa en Roma la tarea de copiar piezas antiguas con el fin de que sirvieran de inspiración a los escultores de Versalles. Estos moldes fueron expuestos en los años 1930 en el Louvre, en el rellano de la escalera de La Victoria de Samotracia. Hoy en día resultaría inconcebible que un museo considerase al mismo nivel los originales y las copias. Las escayolas provenientes de la Academia de Bellas Artes, parcialmente destruidas durante las protestas de mayo de 1968, han conservado los grafiti de la época, puesto que los expertos estimaron que formaban parte de la historia de las obras. La gipsoteca de las Pequeñas caballerizas como tal fue acondicionada en los años 1970 pero hasta entonces estuvo cerrada al público.

### Principales obras de la colección

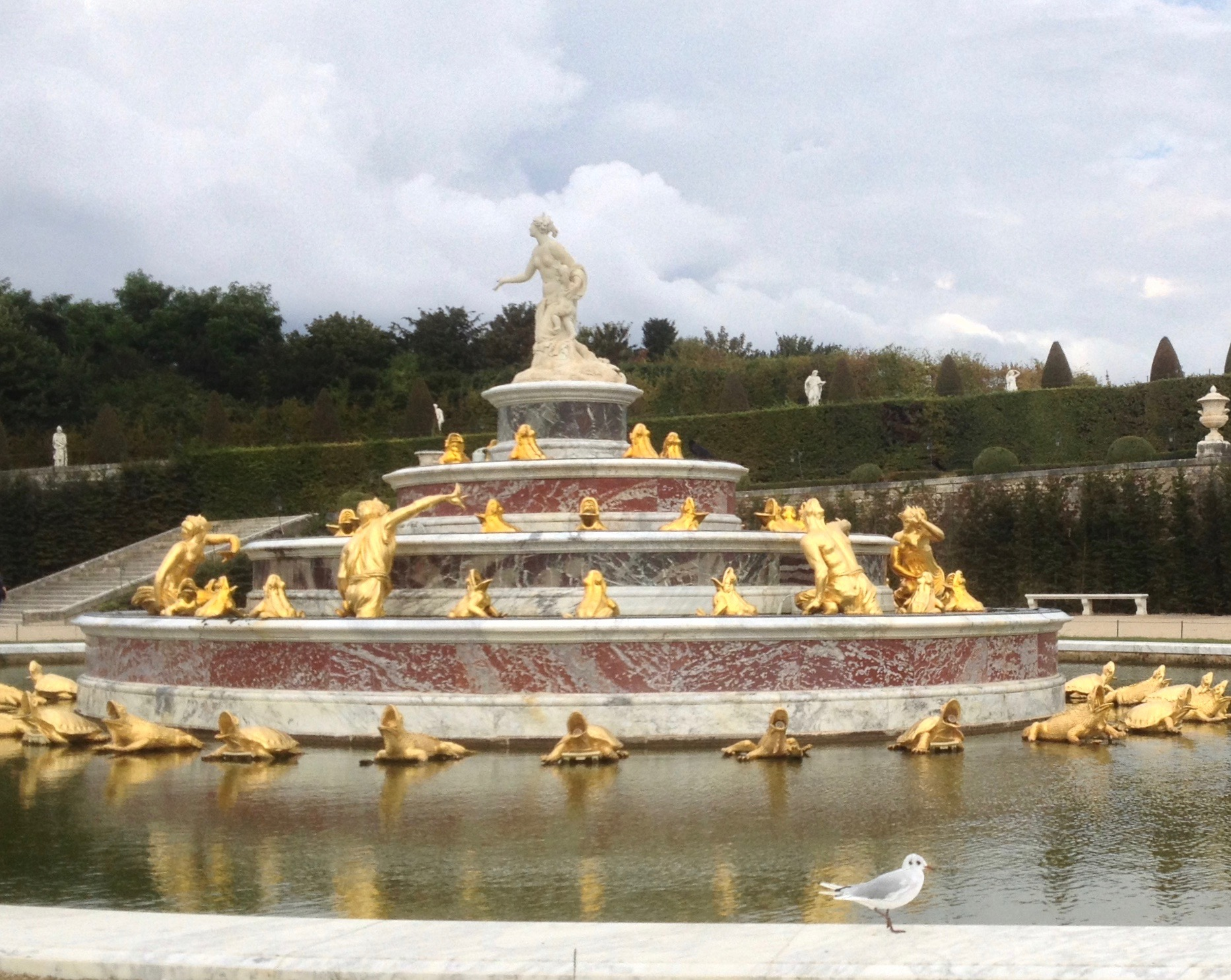
El estanque de Latona en 2016

Entre la colección de molduras de la antigüedad destaca la serie de tiradores antiguos de los siglos XVII y XVIII, y un importante fondo de arquitectura griega y romana. Entre las joyas de estas copias se distinguen una esquina del Partenón de la Acrópolis de Atenas, uno de los Dioscuros del Quirinal de Roma y la escultura del Hércules Farnesio, cuyo original se conserva actualmente en el Museo arqueológico de Nápoles.
Desde 2008, como parte de la campaña de protección de las esculturas de los jardines de Versalles, se ubicaron en la Galería de las Esculturas varias estatuas de mármol originales y fueron reemplazadas por copias. Entre ellas destaca el Apolo servido por las ninfas y los dos grupos de Caballos del Sol que forman los grupos escultóricos del bosquete de los baños de Apolo (sustituidas en 2010), o la estatua de Latona del estanque homónimo (2015).

## Arquitectura

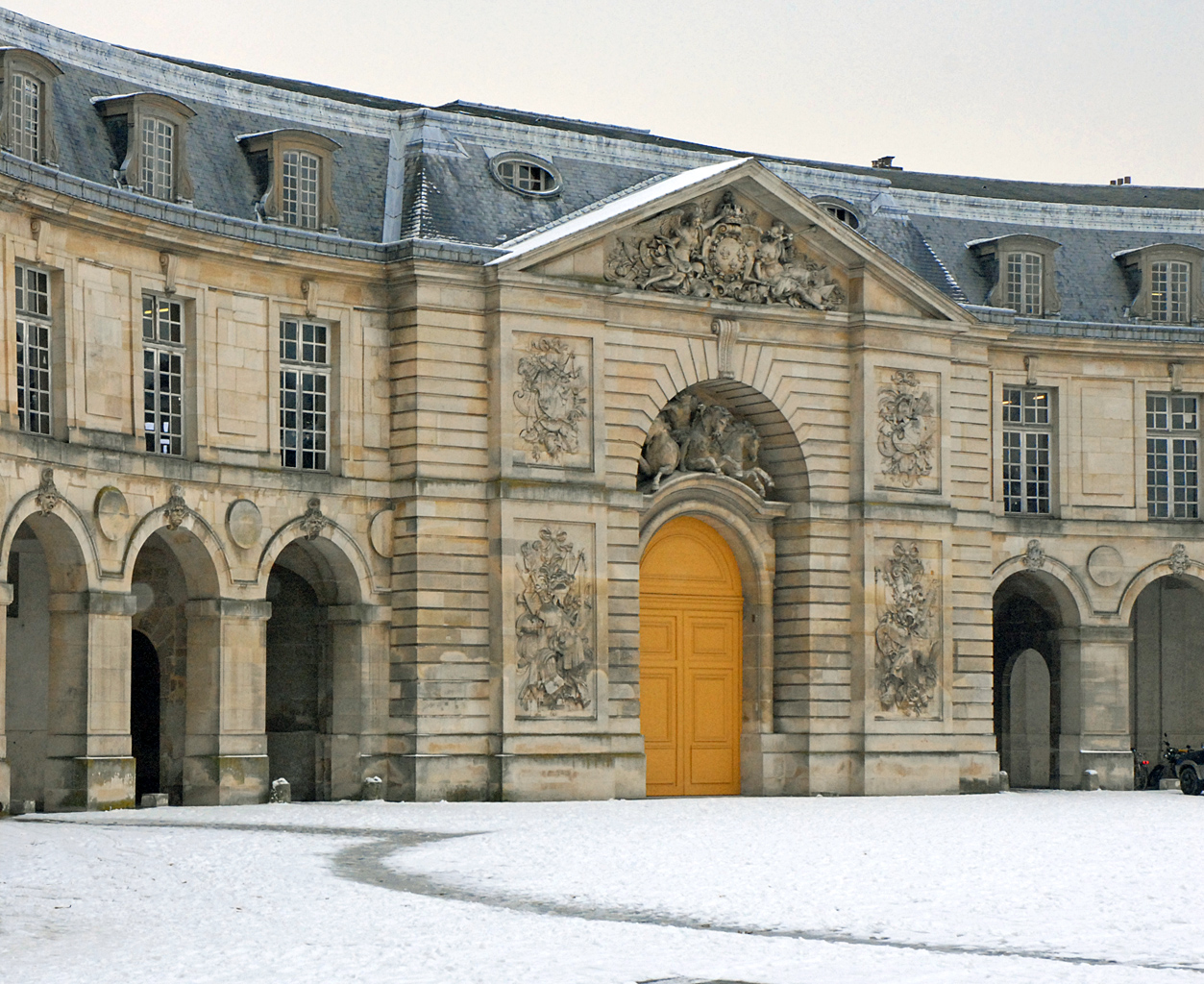
Detalle del pórtico de entrada a las Pequeñas caballerizas bajo la nieve

Los edificios de las Grandes y Pequeñas caballerizas cierran la plaza de Armas por su lado este y marcan el inicio de tres grandes avenidas: al norte, la avenida de Saint-Cloud; al centro, la avenida de París; y al sur, la avenida de Sceaux. Ambas caballerizas poseen idénticas dimensiones; solo varía su uso.
Situada al sur, la Pequeña caballeriza tiene una planta trapezoidal en forma de herradura (al igual que su simétrica), y se organiza en torno a cinco patios:
- Un gran patio principal, rodeado por una columnata en forma de hemiciclo y por dos edificios laterales simétricos.[16] Detrás del gran pórtico de entrada había un picadero circular bajo una rotonda.

- Dos patios medianos cerrados en la parte posterior.

- Dos pequeños patios laterales abiertos, llamados «patios del estiércol»[17] Existe una entrada lateral al edificio desde la avenida de París. Un alto muro separa estas avenidas de los patios, solo interrumpido por un pórtico con frontón, excepto en el lado de la avenida de París[4]

Los muros vistos están construidos con piedra, mientras que el resto están realizados con ladrillo rojo revestido de un paramento de piedra. El edificio está formado por una sucesión de arcadas en planta baja, abiertas o cegadas. La primera planta se ilumina mediante ventanas rectangulares, y las mansardas de la última planta con claraboyas. El interior está constituido por dobles galerías separadas por una columnata central; al contrario que las Grandes caballerizas, que tienen galerías simples con un único corredor. Las cubiertas de las galerías están compuestas por tramos de bóveda vaída.
Las tres grandes galerías que forman la actual Galería de esculturas y moldes estaban inicialmente ocupadas por los establos de los caballos: sesenta y ocho a cada lado de la rotonda, y cuarenta y ocho en la galería axial que conducía al patio principal.
Los grupos escultóricos se ubican en el frontón, en el tímpano y en los pies derechos del gran pórtico de acceso. En el tímpano del pórtico de entrada destaca El cochero del circo, obra realizada por Louis Le Conte en 1680. Le Conte es también el autor de los cuatro trofeos de armas antiguos con armaduras romanas, esculpidas a un lado y al otro de la arcada. Los cuatro frontones de los pabellones de los jinetes también están esculpidos, así como los de los porches recayentes hacia las avenidas y la parte trasera del picadero. Unas máscaras adornan las claves de los arcos, y los porches se decoran con cabezas de caballo, así como las ménsulas de las ventanas y los lucernarios. Los muros de los patios pequeños están también cubiertos por decoración escultórica.

## Galería de imágenes

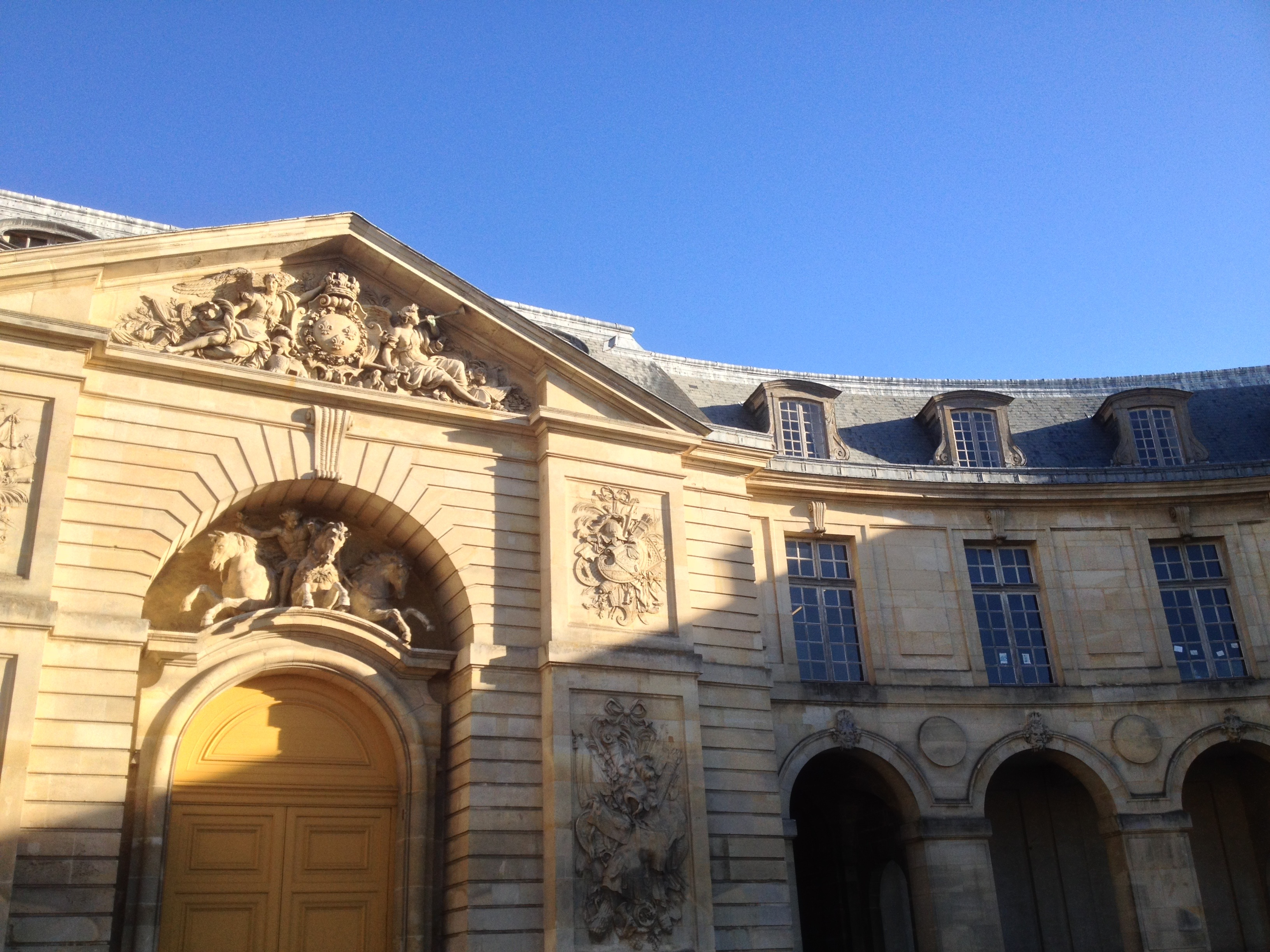
Fachada de la Pequeña caballeriza y entrada a la Galería de las esculturas.
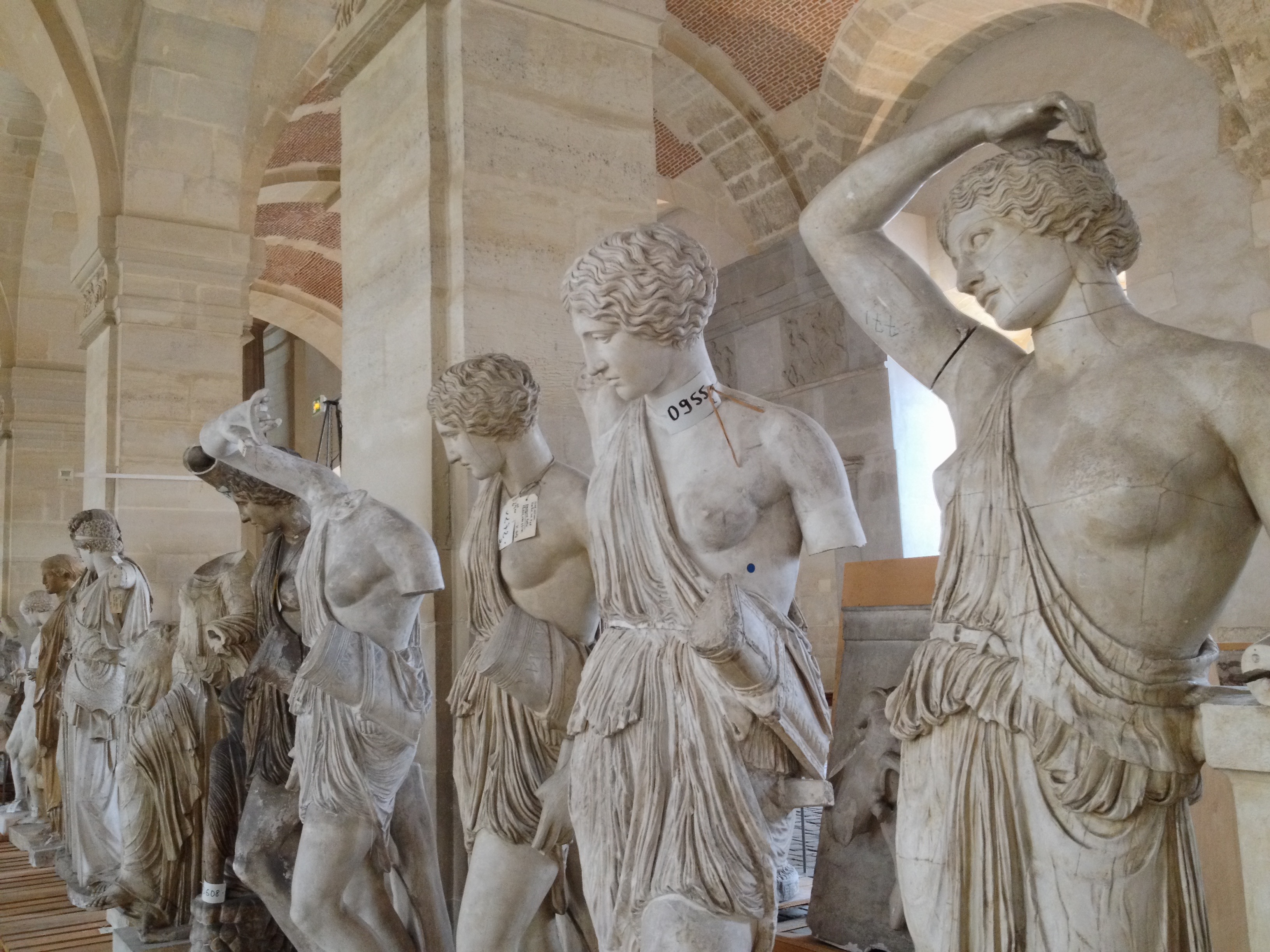
La Galería de esculturas y moldes.
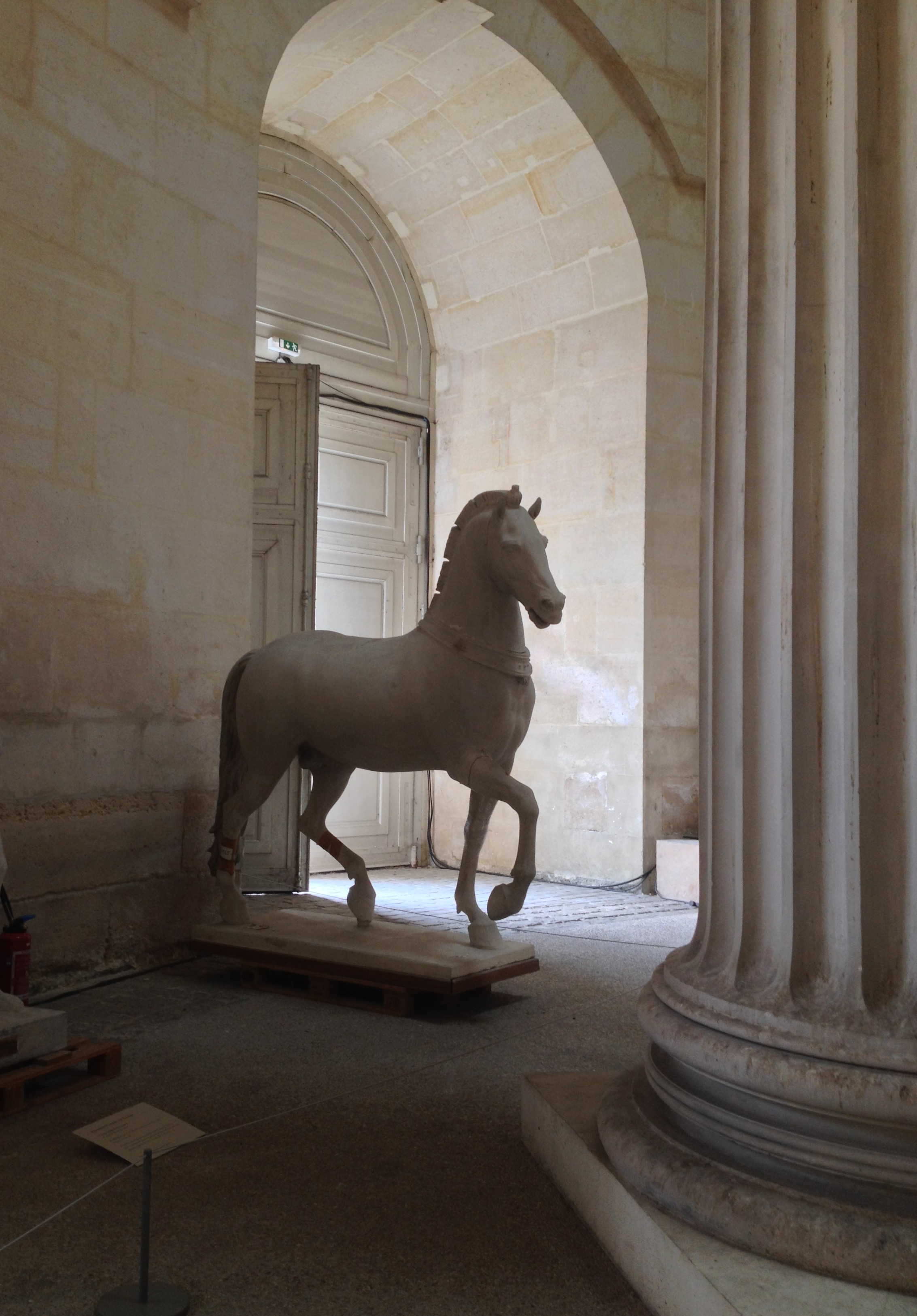
La Galería de esculturas y moldes, zona de la rotonda.
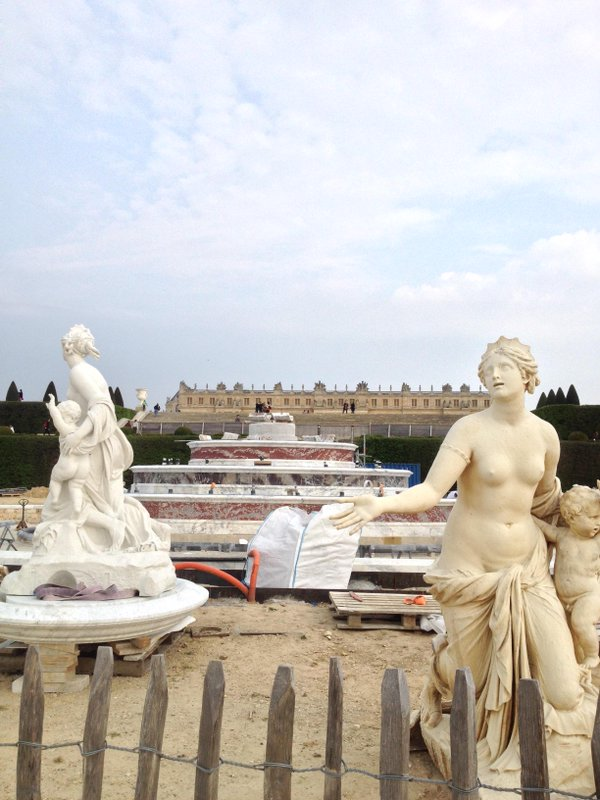
Copia de la estatua de Latona antes su reubicación en abril de 2015.
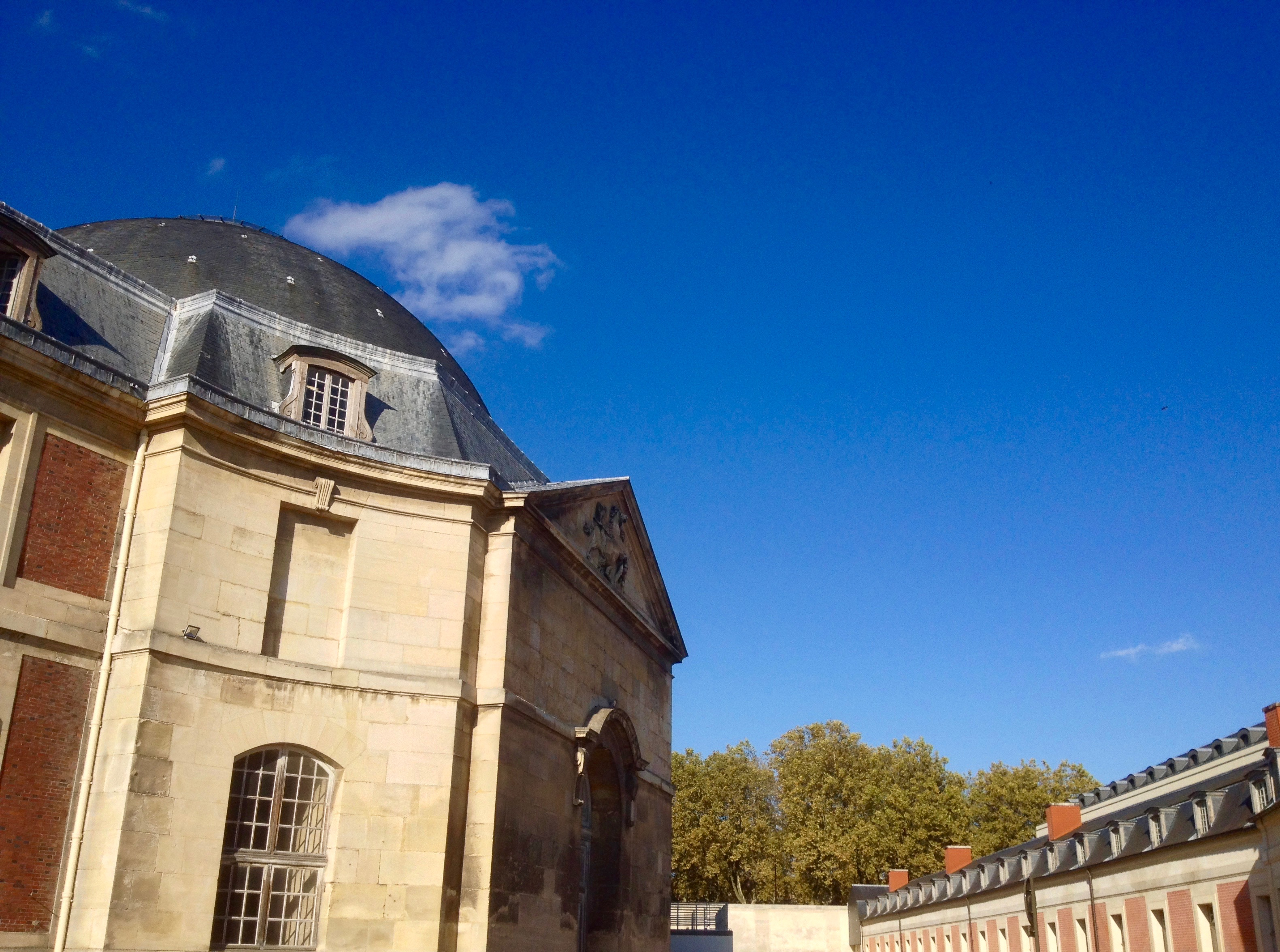
la Pequeña caballeriza y la Maréchalerie.